# Нэтчбулл, Пенелопа
Пенелопа Мэредит Мэри Нэтчбулл, урождённая Иствуд (англ. Penelope Meredith Mary Knatchbull; родилась 16 апреля 1953, Лондон, Великобритания) — британская аристократка, в браке баронесса Брэбурн и графиня Маунтбеттен Бирманская, жена Нортона Нэтчбулла, 3-го графа Маунтбеттен Бирманского. Верховный управляющий Ромси (Хэмпшир) с 2010 года. Через мужа находится в близком родстве с британской королевской семьёй, постоянно участвует в официальных мероприятиях. Основатель фонда «Леонора», который помогает детям, больным раком.

## Биография
Пенелопа Иствуд родилась 16 апреля 1953 года. Она была дочерью бизнесмена Реджинальда Иствуда и его жены Мэриан Худ; кроме неё, в семье родился сын Питер (1955—2013). Иствуд начинал карьеру простым мясником, но смог создать собственную сеть ресторанов и стал миллионером. Пенелопа получила начальное образование в Швейцарии, позже окончила Лондонскую школу экономики и политических наук. Деньги отца обеспечили ей место в высшем британском обществе. Некоторое время Пенелопа состояла в романтической связи с Чарльзом, принцем Уэльским.
В 1979 году Пенелопа стала женой лорда Нортона Нэтчбулла, сына Джона Нэтчбулла, 7-го барона Брэбурна, и Патрисии Маунтбеттен. По матери её муж был внуком Луиса Маунтбеттена и находился в близком родстве с королевской семьёй (принц Филипп был его двоюродным дядей). СМИ с большим интересом наблюдали за развитием этих отношений и за свадьбой как из-за высокого родства жениха, так и из-за былого романа невесты с Чарльзом (последний был шафером на свадьбе). В 2005 году, после смерти свёкра, Пенелопа стала баронессой Брэбурн, а в 2017 году, когда умерла свекровь, — графиней Маунтбеттен Бирманской.
Со времени замужества Пенелопа тесно связана с королевской семьёй: в частности, она была близкой подругой принца Филиппа и оказалась в числе всего 30 гостей, приглашённых на его похороны. Графиня регулярно участвовала в официальных мероприятиях, на которых присутствовала Елизавета II. Принцесса Диана стала крёстной матерью её дочери. Пенелопа присутствовала на похоронах Елизаветы II, в связи с чем в СМИ её называли членом королевской семьи. Она поддерживает близкие отношения и с другими правящими династиями Европы: так, графиня является крёстной матерью принца Греческого и Датского Филиппа (родился в 1986), она присутствовала на похоронах Жана, великого герцога Люксембургского (2019), на праздновании 50-летия Карла XVI Густава, короля Швеции (1996).
В память о своей дочери Леоноре Нэтчбулл, умершей от рака почки в возрасте пяти лет, Пенелопа основала в 1994 году благотворительный фонд «Леонора», который помогает детям, больным раком.
В 2010 году Пенелопа получила должность верховного управляющего города Ромси в Хэмпшире и стала первой женщиной на этом посту (инаугурация состоялась 2 марта 2011 года). Она является президентом Общества сострадательных друзей (англ. The Compassionate Friends) и патроном Легиона пограничников Содружества графини Маунтбеттен, возглавляет ряд других благотворительных организаций. После того, как у Нортона Нэтчбулла диагностировали болезнь Альцгеймера, графиня взяла на себя управление семейными поместьями и предприятиями.

## Семья
В браке Пенелопы Иствуд и Нортона Нэтчбулла родились трое детей:
- лорд Николас Чарльз Луи Нортон (1981);
- Александра Виктория Эдвина Диана (1982), жена Томаса Хупера;
- Леонора Луиза Мэри Элизабет (1986—1991)[7].

В 2010 году супруги начали жить раздельно. Барон Брэбурн уехал на Багамские острова, но спустя четыре года вернулся, и позже Пенелопа разрешила ему вернуться в семейный дом.

## В культуре
Пенелопа Нэтчбулл стала персонажем пятого сезона телесериала «Корона», где её играет Наташа Макэлхон.